# رسوایی (فیلم ۱۹۸۲)
رسوایی (فرانسوی: Scandale‎) یک فیلم کمدی کانادایی است که در سال ۱۹۸۲ منتشر شد.
فیلم‌دربارهٔ وقایع سیاسی-اجتماعی در دوران رکود اقتصادی در اوایل دههٔ ۱۹۸۰ میلادی در کانادا و نحوهٔ برخورد و مدیریت پارتی کبکوآ با مشکلات موجود است که خشم اتحادیهٔ کارگردان را برانگیخت و منجر به برگزاری انتخاب زودهنگام دیگری شد. این فیلم در جشنواره کن به‌نمایش درآمد.